# Coupe latine de rink hockey 2010
Navigation
Coupe latine de rink hockey 2008 Coupe latine de rink hockey 2012
La Coupe latine de rink hockey 2010 est la 25e édition de la compétition organisée par le Comité européen de rink hockey. Cette édition a lieu à Coutras, en France du 2 au 4 avril 2010. L'Espagne remporte pour la dixième fois ce tournoi.

## Déroulement
Les quatre équipes s'affrontent toutes une fois. 

## Classement et résultats
| Rang | Équipe   | Pts | J | G | N | P | Bp | Bc | Diff |  | Résultats |  |     |     |     |
| ---- | -------- | --- | - | - | - | - | -- | -- | ---- |  | --------- |  | --- | --- | --- |
| 1    | Espagne  | 7   | 3 | 2 | 1 | 0 | 16 | 13 | +3   |  | Espagne   |  | 6-5 | 6-4 | 4-4 |
| 2    | Portugal | 6   | 3 | 2 | 0 | 1 | 14 | 9  | +5   |  | Portugal  |  |     | 6-1 | 3-2 |
| 3    | Italie   | 3   | 3 | 1 | 0 | 2 | 9  | 13 | -4   |  | Italie    |  |     |     | 4-1 |
| 4    | France   | 1   | 3 | 0 | 1 | 2 | 7  | 11 | -4   |  | France    |  |     |     |     |

### Sources
- (pt) Cet article est partiellement ou en totalité issu de l’article de Wikipédia en portugais intitulé « Taça Latina de 2010 » (voir la liste des auteurs).